# Saint-Fiacre, Côtes-d'Armor
Saint-Fiacre är en kommun i departementet Côtes-d'Armor i regionen Bretagne i nordvästra Frankrike. Kommunen ligger i kantonen Plouagat som tillhör arrondissementet Guingamp. År 2022 hade Saint-Fiacre 212 invånare.

## Befolkningsutveckling
Antalet invånare i kommunen Saint-Fiacre
Referens:INSEE